# IBM Rational Portfolio Manager
IBM Rational Portfolio Manager (IBM RPM) — это программное решение компании IBM для управления портфелем проектов. Оно позволяет организации объединить все проекты и программы проектов в портфели, и в реальном времени принимать управленческие решения по всем проектам, рискам, бюджетам, задачам, проблемам. Кроме того, IBM RPM дает возможность оценить вероятность успеха в реализации проектов, правильно определить главные ценности бизнеса, оценить и проанализировать стратегию компании.

## IBM RPM разделы

### Определение (Identification)
Инструменты раздела позволяют создать ключевые описания для последующего сравнения, оценки и выбора проектов. В программе можно работать с неограниченным количеством компонент, которые могут быть как текстовыми, так и цифровыми.

### Классификация (Categorization)
Инструменты раздела предоставляют возможность классифицировать компоненты для облегчения оценки проектов. Количество категорий обычно не больше десяти, например, снижение риска, рост доходов и т. д. Каждая категория может включать подразделы, на основе которых создаются сравнительные таблицы, диаграммы и графики. Интересным механизмом распределения компонент являются карты инвестиций. В нём сгруппированные компоненты объединяются в корзины, на основе которых формируются модели проекта. Далее на основе полученных моделей создаются карты инвестиций, на которых горизонтальная и вертикальная оси определены с помощью массивов и индикаторов здоровья. Кроме того, для группировки компонент в IBM RPM используется методология стратегических сбалансированных показателей.

### Оценка (Evaluation)
Инструменты раздела помогают эффективно оценивать и сравнивать по категориям компоненты для последующей приоритизации проектов и включения их в сбалансированный портфель. Обычно оценивают:
1. Риск
2. Маркетинг
3. Соответствие стратегии организации
4. Человеческие ресурсы
5. Соблюдение действующего законодательства
6. Финансовую составляющую

### Выбор (Selection)
Инструменты раздела должны уменьшить количество компонентов, необходимых для определения приоритетов и включения их сбалансированный портфель. На этом этапе проводиться:
1. анализ выбора трудовых ресурсов, в соответствии с компетенциями сотрудников
2. анализ возможностей организации по финансированию выбранных проектов
3. анализ использования активов
4. Экспертные оценки

### Установка приоритетов (Priotization)
В этом разделе осуществляется окончательный выбор проектов и расстановка приоритетов.
К инструментам этого раздела относятся:
1. Ранжирование по весам
2. Техники скоринга
3. Экспертные оценки

### Балансировка (Portfolio Balancing)
Инструменты отбирающие лучшие варианты портфеля проектов, наиболее полно отвечающего стратегии компании.
В этом разделе доступны следующие инструменты:
1. анализ выгод
2. количественный анализ
3. сценарный анализ
4. вероятностный анализ
5. графические аналитические методы
6. экспертные оценки

### Функция «Что если?»
Позволяет выбирать портфель проектов, менять дату старта проектов и их приоритет. Сценарии «Что если?» могут быть пересмотрены, изменены и сохранены несколько раз при наличии у пользователя соответствующих прав. Этот механизм выравнивания создан для анализа результатов планирования до принятия решения. Это позволяет снизить затраты, контролировать риски и в конечном итоге увеличить число успешных проектов.

### Авторизация (Autorization)
Данные инструменты позволяют осуществить эффективное принятие решения о необходимости включения в сбалансированный портфель компонентов. В IBM RPM для принятия решений используются: карты инвестиций, карты стратегических показателей и OLAP-центры.

### Обзоры и отчеты (Portfolio Reporting and Review)
Раздел предназначен для получения обзоров и отчетов для эффективного контроля над портфелями проектов. Это позволяет гарантировать сбалансированность как отдельных проектов, так и всего портфеля в целом.